# Breitenfürst
Breitenfürst ist ein Weiler, der zur Stadt Welzheim gehört. Aktuell hat Breitenfürst 730 Einwohner.

## Geschichte
Schenk Walter II. von Limpurg (bezeugt von 1249 bis 1283) baute in den Wäldern um Kocher und Rot eine eigene Herrschaft auf. 1564 besaßen die Schenken von Limpurg den überwiegende Teil von Breitenfürst (13 Lehen, 1 Selde). Später gehörte etwa 3/4 von Breitenfürst den Schenken von Limpurg. 1774 ging der Allodialbesitz Breitenfürst nach langwieriger Auseinandersetzungen der zehn limpurgischen Erbtöchter um das Erbe Schenk Vollrats schließlich der Herrschaft Limpurg-Pückler.
Der früheste namentlich bekannte Welzheimer Vogt ist der 1491 erwähnte Hans Häßlin. Das Amt Welzheim umfasste unter anderem den limpurgischen Teil von Breitenfürst. Zusammen mit den übrigen Allodialbesitzungen aus dem Welzheimer Amt (darunter Unterschlechtbach und Lindental) bildeten Breitenfürst und das Tierbad das sogenannte „Oberämtle“ oder limpurgische Amt Welzheim, das von Gaildorf aus verwaltet wurde.
Im Jahr 1539 war Breitenfürst mit 22 Häusern und 70 Kommunikanten (Empfänger des Abendmahls, d. h. Erwachsene) mit Abstand größter Weiler Welzheims. 1617 hatte Breitenfürst 22 Einwohner, 1648 2 Einwohner, 1654 bis 1702 stets um die 20 bis 23 Einwohner, 1711 dagegen schon 105 Einwohner. 1804 dann 144 Einwohner. In den ersten Jahrzehnten des 19. Jahrhunderts hatte Breitenfürst 130 bis 250 Einwohner.
Breitenfürst und Aichstrut waren die ersten von den Teilorte Welzheims, die eine Schule hatten (vor 1700). Während 1601 noch 15 Schüler gemeldet wurden, waren es 1624 schon etwa 80.
1811 wurde Breitenfürst ein eigenständiger Amtsort. Zu Breitenfürst gehörten Birkighof, Haaghof, Hagmühl, Haselhof, Haldenhof, Metzelhof, Schenkhöfle, Schmidhöfle, Thann und Thierbad.
1875 entstand in Breitenfürst ein Armenhaus.

## Bemerkenswerte Gebäude
Der historisch bedeutsamste Baubestand der Welzheimer Teilorte findet sich in Breitenfürst.
Ungewöhnlich sind die korbförmig geschnitzten, nach unten zu Nasen ausgezogenen und teilweise ornamentierten Knaggen am Hof Lorcher Str. 8. Der bis auf das Erdgeschoss komplett verschalte, giebelseitig erschlossene Fachwerkbau dürfte um 1600 entstanden sein. In dieselbe Zeit weisen auch die groben, nicht gekehlten Knaggen an den Eckständen von Haus Rheinhold-Maier-Platz 15, das ansonsten in späterer Zeit weitgehend umgebaut wurde.
Laut Schahl stammt das heute modern verschalte Haus Stuttgarter Straße 60 in Teilen noch aus dem 16. Jahrhundert. Die starke Auskragung an Stuttgarter Straße 64 könnte prinzipiell auf ein sehr hohes Alter hindeuten, da sie aber keilförmig zum Hauseck zunimmt, ist eher an das 17./18. Jahrhundert zu denken. Ein einfaches barockes Zierfachwerk mit Andreaskreuzen und K-Streben kennzeichnet den Giebel des westseitig angelangten, am Kellerportal 1783 bezeichneten Hauses Stuttgarter Straße 72, dessen auffallende Fensterstöcke aber eher neueren Datum sein dürften. Noch schlichter präsentierte sich der Giebel am ehemaligen Gasthause zur Krone (mit – wohl älterem – Kellerportal von 1732), der von einem dreiseitigen, apsisartigen Anbau bestimmt wird. Der backsteingemauerte Hof Nr. 52 besitzt eine besonders aufwendige Verschalung der Giebelseite mit ornamental ausgesägten, über den Balkenköpfen schwalbenschwanzförmig verlängerten Brettenden. Gegenüber hat sich in Nr. 62 ein ehemaliges Ausdinghaus mit 1813 datiertem Kellerportal erhalten, dessen Giebelseite genauso verschalt ist wie am ungewöhnlich stattlichen Hof Lorcher Str. 6 aus der gleichen Zeit.
Aus dem späten 19. Jahrhundert stammt dagegen das Haus Lorcher Str. 10 mit dekorativ aufgefasstem Fachwerk.
Aus dem späten 19. Jahrhundert stammt das ehemalige Schulhaus aus Backstein, dessen Fassade deutsche Bänder und Streifen aus helleren Steinen gliedern. – Das sogenannte Hirtenhäusle von 1810/25, einst Wasch-, Back- und Schulhaus, wurde 1982 in den Hof des Welzheimer Museums versetzt.